# Hướng Lãng
Hướng Lãng (tiếng Trung: 向朗; bính âm: Xiang Lang, ? – 247), tự là Cự Đạt (巨達), là một quan viên nhà Quý Hán thời Tam Quốc.

## Thời Đông Hán
Hướng Lãng quê ở huyện Nghi Thành, quận Nam, sau tách thành quận Tương Dương thuộc Kinh Châu. Hướng Lãng mồ côi từ nhỏ, được hai anh trai thay cha mẹ chăm sóc. Thời trẻ, Hướng Lãng theo học danh sĩ Tư Mã Huy, cũng kết bạn với Từ Thứ, Hàn Tung và Bàng Thống.
Trong khoảng những năm 192–208, Lưu Biểu làm Kinh Châu mục, bổ nhiệm Hướng Lãng làm Huyện trưởng huyện Lâm Tự.
Năm 208 Lưu Biểu chết, Hướng Lãng phò tá Lưu Bị. Năm 209, Lưu Bị thu phục Kinh Châu, giao cho Hướng Lãng cai quản các huyện Tỷ Quy, Di Đạo, Vu (Sơn), Di Lăng.
Năm 214, Lưu Bị đoạt Ích Châu, bổ nhiệm Hướng Lãng làm Thái thú Ba Tây, không lâu sau thì chuyển chức Thái thú Tang Kha.
Năm 219, Mạnh Đạt chiếm được quận Phòng Lăng từ tay Tào Tháo. Lưu Bị bổ nhiệm Hướng Lãng làm Thái thú Phòng Lăng. Cuối năm 219, Thái thú Phòng Lăng là Đặng Phụ, không rõ Hướng Lãng lúc này được được thuyên chuyển đến cương vị nào.

## Thời Quý Hán
Năm 223, Hậu chủ Lưu Thiện đăng cơ, phong Hướng Lãng làm Bộ binh Hiệu úy, thay Vương Liên giữ chức Trưởng sử cho Thừa tướng Gia Cát Lượng.
Năm 225, Gia Cát Lượng thân chinh bình định Nam Trung, giao cho Hướng Lãng coi sóc việc hậu phương.
Năm 227, Gia Cát Lượng lên Hán Trung, cho Hướng Lãng theo phụ tá còn Trương Duệ làm Lưu phủ Trưởng sử, ở lại lo việc trong phủ Thừa tướng. Việt kỵ Hiệu úy Dương Hồng đề xuất theo hướng ngược lại nhưng Gia Cát Lượng không nghe theo:
Duệ thiên bẩm thông minh nhanh nhẹn, sở trường ở chỗ xứ lý nhiều việc tạp nhạp, tài năng thực đương nổi chức ấy, nhưng bản tính không công bằng, sợ rằng chẳng thể gánh vác việc một mình, không bằng để Hướng Lãng lại. Lãng công chính vô tư, Duệ theo làm tùy tùng dưới mắt ngài, để y ra sức trổ tài năng, là tiện cả đôi đường.
Năm 228, Gia Cát Lượng phát động Bắc phạt đánh Tào Ngụy. Mã Tắc phạm phải sai lầm, khiến quân Hán bại trận ở Nhai Đình, thất thế buộc phải rút quân. Tắc cùng Trương Hưu, Lý Thịnh xét tội đáng chém, sợ tội đào tẩu. Hướng Lãng có quan hệ tốt với Mã Tắc, vì vậy có ý bao che chuyện này. Gia Cát Lượng biết chuyện rất tức giận, liền bãi chức quan của Hướng Lãng, biếm ông về Thành Đô. Cuối cùng Mã Tắc bị bắt, ốm chết trong khi bị giam giữ, để lại di thư.
Mấy năm sau, Hướng Lãng được được trở lại quan trường, bổ nhiệm làm Quang lộc huân
Năm 234, Gia Cát Lượng qua đời, Hướng Lãng được phong làm Tả tướng quân. Triều đình nhớ đến công lao cũ của Hướng Lãng, lại phong ông làm Hiển Minh đình hầu (顯明亭侯), ban vị Đặc tiến, địa vị trong triều đình chỉ dưới Tam công. Năm 238, tháng Giêng, Hướng Lãng khi đó đã được phong Hành Thừa tướng sự, chủ trì lễ sắc phong Hoàng hậu cho Trương quý nhân. Cùng tháng, ông lại sử trì tiết sắc phong Hoàng tử Lưu Tuyền làm Thái tử.
Năm 247, Hướng Lãng mất, thọ hơn 80 tuổi.

## Bên lề
Hướng Lãng từ ngày bị Gia Cát Lượng bãi miễn, không làm công việc chính sự gì nhiều. Vì vậy, ông dành thời gian nghiên cứu thư tịch, hiệu đính sách vở, kho sách vở do ông sưu tầm được được cho là lớn nhất thời bấy giờ. Ông cũng thường xuyên tiếp đãi tân khách, nâng đỡ nhân sĩ trẻ tuổi, bàn luận chuyện xưa tích cũ mà không đề cập đến chuyện thời sự, vì vậy nhân sĩ già trẻ ở đất Thục đều kính trọng. Hành động của Hướng Lãng là mở đầu cho xu thế mở cửa kho sách tư nhân để truyền bá tri thức.
Trước khi mất, Hướng Lãng có để lại di ngôn cho con trai:
Tả truyện nói thắng địch là ở nhân hòa, chẳng ở binh nhiều, suy rộng lời ấy có ý rằng trời đất giao hòa thì vạn vật sinh, vua tôi hòa mục thì quốc gia yên ổn, cửu tộc hòa hảo thì ai cũng thỏa nguyện, mọi thứ bình yên, thế nên thánh nhân đều chú trọng đến chữ 'hòa', cho đấy là điều can hệ đến sinh tử tồn vong vậy. Ta, là kẻ tiểu tử của nước Sở thôi, mồ côi cha mẹ từ sớm, được hai anh trai nuôi dạy, bản tính ta chẳng đến mức theo lợi mà hư hỏng. Nay chỉ nghèo thôi; nhưng nghèo chẳng phải cái họa của người ta, chỉ có chữ 'hòa'mới là đáng quý, mày hãy tự mình cố gắng!

## Gia đình
Con trai của Hướng Lãng là Hướng Điều (向條), tự là Văn Báo (文豹), cũng là người học cao hiểu rộng. Năm 247, sau khi Hướng Lãng mất, Điều tập tước Hiển Minh đình hầu. Trong những năm Cảnh Diệu (258–263) làm đến chức Ngự sử Trung thừa. Đến thời Tây Tấn, Điều làm quan đến Thái thú Giang Dương, Nam Trung quân Tư mã.
Con của anh trai Hướng Lãng (cháu gọi Hướng Lãng bằng chú) là Hướng Sủng, danh tướng Thục Hán, được Gia Cát Lượng hết sức ca ngợi trong Tiền Xuất sư biểu. Em của Sủng là Hướng Sung, từng lần lượt giữ các chức Thượng thư, Xạ Thanh Hiệu úy. Sau khi Tào Ngụy diệt Quý Hán, Sung được phong làm Thái thú Tử Đồng.

## Trong văn hóa
Trong tiểu thuyết Tam quốc diễn nghĩa, Hướng Lãng xuất hiện ở hồi 63. Sau khi Bàng Thống tử trận, Gia Cát Lượng phải vào Thục giúp đỡ Lưu Bị. Trước khi xuất phát, Gia Cát Lượng để các quan văn Mã Lương, Y Tịch, Hướng Lãng, My Trúc ở lại giúp đỡ Quan Vũ trấn thủ Kinh Châu. Tuy nhiên, bản dịch của Bùi Kỷ lại bỏ sót tên Hướng Lãng.